# Prouvais
Prouvais település Franciaországban, Aisne megyében. Lakosainak száma 339 fő (2022. január 1.). Prouvais Amifontaine, La Malmaison, Proviseux-et-Plesnoy és Villeneuve-sur-Aisne községekkel határos.

## Népesség
A település népességének változása:
| Lakosok száma | 248  | 274  | 438  | 378  | 347  | 320  | 319  | 334  | 336  | 339  |
|               | 1968 | 1982 | 1990 | 2006 | 2013 | 2015 | 2017 | 2019 | 2020 | 2022 |